# Massachusetts Institute of Technology
Massachusetts Institute of Technology (MIT) je privatno istraživačko sveučilište u američkom gradu Cambridge, država Massachusetts.  

## Povijest
Ovo sveučilište osnovao je William Barton Rogers 1861. kao odgovor na brzu industrijalizaciju SAD-a, gdje je osnova obrazovanja kroz praksu tj. uporabu laboratorija. 
MIT je bio značajan razvojni institut za vrijeme Drugog svjetskog rata gdje se razvijala tehnologija: radara, računarstva, i sistema za navođenje.  
Do sada je iz MIT sveučilišta izašlo 63 nobelovca, i jedno je od američkih sveučilišta s najvećim fundusom za istraživanje. Među hrvatskim suradnicima sveučilišta je i profesor Marin Soljačić.